# Galchuč
Galchuč nebo První Gal (abchazsky Галхәыч, gruzínsky სამქვარი – Samkvari, megrelsky პირველი გალი, პირველ გალ – Pirveli Gali, Pirvel Gal) je vesnice v Abcházii v okrese Tkvarčeli. Leží přibližně 30 km jižně od okresního města Tkvarčeli. Obec sousedí na západě s Šašalatem v okrese Očamčyra, na severozápadě s Machurem, na severu s Uakumem, které odděluje řeka Okum, na východě s Gumryšem a s Rečchu a na jihu s Machvundžrou a s městem Gali v okrese Gali, které odděluje řeka Chob. Obcí prochází hlavní silnice spojující Suchumi s Gruzií.
Oficiálním názvem obce je Vesnický okrsek Galchuč (rusky Перво-Гальская сельская администрация, abchazsky Галхәыч ақыҭа ахадара). Za časů Sovětského svazu se okrsek jmenoval Pirveli-Galský selsovět (Пирвели-Гальский сельсовет).

## Části obce
Součástí Galchuče jsou následující části:
- Galchuč (Галхәыч)
- Alakumhara (Алакәымҳара)
- Horní Gal (Гал аҿаҩа / Земо Гали)
- Kochora (Кохора)
- Nago (Наӷо)
- Sabasario (Сабасарио)
- Samikaio (Самиқаио) – gruz. Samkvari

## Historie
V 19. století bylo celé území této obce i sousedního města Gali součástí jediné vesnice Gali a žili zde obyvatelé, kteří byli hromadně nazýváni Samurzakanci, neboť se obec nacházela v historickém regionu Samurzakan. S koncem 19. století byl celý Samurzakan rozdělen na dvě jazykové zóny, abchazskou a megrelskou, kdy abcházština přetrvala v kopcích nad nížinou, kterou obsadili Megrelové. První Gal patřil do úzké zóny, kde byly tyto dva jazyky smíseny. V roce 1926 ale uvedlo jako svůj rodný jazyk abcházštinu pouhých 1,1 % obyvatel obce, přestože téměř polovina obyvatel uvedla abchazskou národnost. Po nastolení sovětské moci byla v Prvním Galu postavena gruzínská základní a střední škola a zdejší zbývající abchazská populace byla rychle gruzifikována.
V roce 1932 vzniklo Gali povýšením na město a První Gal (Pirveli-Galský selsovět) setrval jako jeho předměstí s vlastní správou.
Během války v Abcházii v letech 1992–1993 byla obec ovládána gruzínskými vládními jednotkami. Na konci této války naprostá většina obyvatel Prvního Galu uprchla z Abcházie, ale menší část uprchlíků se v roce 1994 vrátila domů. V porovnání se stavem před válkou počet obyvatel poklesl o tři pětiny.
V roce 1994 byl První Gal oficiálně přejmenován na současný název Galchuč a převeden po správní reformě do nově vzniklého okresu Tkvarčeli.

## Obyvatelstvo
Dle nejnovějšího sčítání lidu z roku 2011 je počet obyvatel této obce 2256 a jejich složení následovné:
- 2063 Gruzínů (91,4 %)
- 137 Megrelců (6,1 %)
- 31 Abchazů (1,4 %)
- 17 Rusů (0,7 %)
- 8 příslušníků ostatních národností (0,4 %)

Před válkou v Abcházii žilo v celém Pirveli-Galském selsovětu 5552 obyvatel.